# Władysław Sobolewski
Władysław Marian Sobolewski (ur. 25 marca 1890 we Lwowie, zm. 4 października 1937 w Warszawie) – inspektor Policji Państwowej, specjalista kryminalistyki, szermierz.

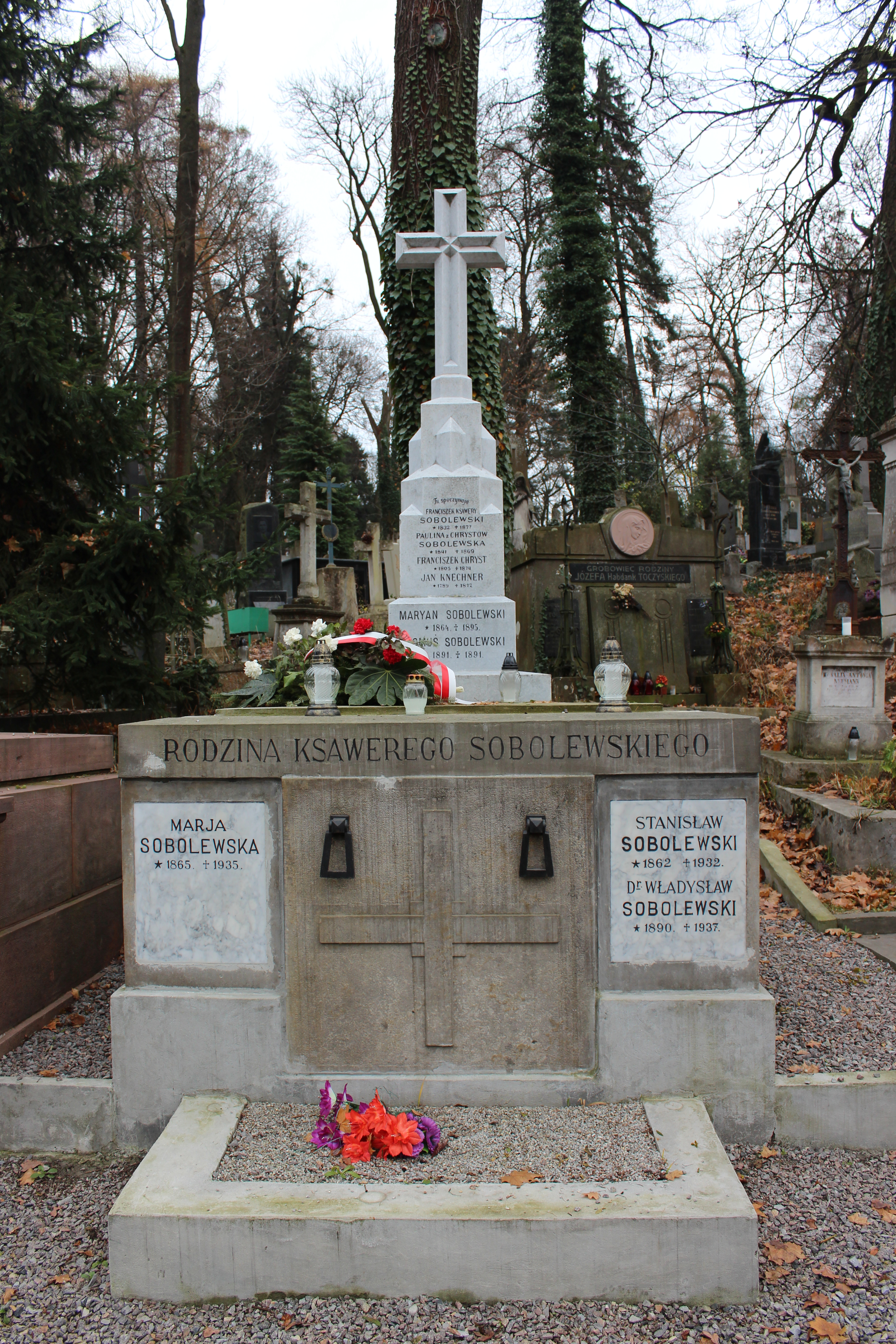
Grobowiec rodzinny Władysława Sobolewskiego

## Życiorys
Urodził się 25 marca 1890 we Lwowie. W rodzinnym mieście uczył się w gimnazjum i podjął studia na Uniwersytecie Lwowskim.
Brał udział w walkach I wojny światowej, gdy został oficerem. U kresu wojny ochotniczo brał udział w obronie Lwowa w trakcie wojny polsko-ukraińskiej. W Wojsku Polskim został mianowany na stopień kapitana rezerwy w korpusie oficerów sądowych ze starszeństwem z 1 czerwca 1919. W 1919 wstąpił do służby w Policji Państwowej. Sprawował stanowisko komendanta Głównej Szkoły Policyjnej oraz Szkoły Oficerskiej w Warszawie. W latach 1927–1929 ukończył studia w Instytucie Kryminalistycznym w Wiedniu i w Instytucie Nauk Policyjnych na Uniwersytecie w Lozannie. W 1931 został kierownikiem Laboratorium Kryminalistycznego Centrali Służby Śledczej w Komendzie Głównej Policji Państwowej. Był pionierem nauki i badań kryminalistycznych w II Rzeczypospolitej. Prowadził kursy kryminalistyczne dla funkcjonariuszy oraz urzędników państwowych. Publikował prace naukowe w dziedzinie kryminalistyki, zarówno monografie jak i artykuły w czasopismach fachowych, m.in.: „Ruch Prawniczy, Ekonomiczny i Socjologiczny”, „Głos Sądownictwa”, „Gazeta Administracji”, „Archiwum Kryminologiczne”, „Na posterunku”, „Archiv für Kriminologie”, „Revue Internationale de la Criminalistique”. Zasiadał w komitecie redakcyjnym czasopisma „Przegląd Policyjny”, wydawanego od stycznia 1936. Został określony mianem ojca polskiej kryminalistyki.
Działał także na polu społecznym. Należał do Klubu Sportowego „Warszawianka”, delegatem PCJWF i PW do Polskiego Związku Szermierczego. Jako zawodnik uczestniczył w zawodach szermierczych, zaś według artykułu Henryka Żółtowskiego w „Przeglądzie Policyjnym” znalazł się w polskiej kadrze na Letnie Igrzyska Olimpijskie 1924 w Paryżu. Od 1928 był członkiem zarządu PZSzerm.
Zmarł 4 października 1937 w Warszawie podczas prowadzenia wykładu dla oficerów Wojska Polskiego. Został pochowany na Cmentarzu Łyczakowskim we Lwowie. 4 października 2013 został odsłonięty odnowiony nagrobek. 

## Publikacje
- Szermierka na szable
- Zarys nauki o państwie i prawa administracyjnego wraz z tekstem konstytucji. Pytania i odpowiedzi dla użytku szkół policji państwowej (1921)
- Fotografia sądowa (ok. 1933, opracowania fachowe do Encyklopedii Prawa Karnego)
- Opis osoby (opracowania fachowe do Encyklopedii Prawa Karnego)
- Wie hilft man sich in kriminalistischem Laboratorium, bei spectralen Untersuchungen mit einfachen Apparaturen (1933)
- Über die Identifizierung von Werkzeugschartenspuren (1934)
- O fałszowaniu znaczków pocztowych" (1935)
- Uszkodzenie szyb przez postrzały (1935)
- ldentifizierung von Werkzeugschartenspuren – ldentifizierung eines Knabbers (1936)
- Identyfikacja łusek i pocisków z krótkiej broni palnej do celów sądowych (1936)
- Przyczynek do techniki odlewu śladów stóp. Na marginesie artykułu nadinspektora kryminalnego Gerkena pt.: „Eine lehrreiche und interessante Beweisführung” w piśmie „Die Polizei” nr 23 z 5 XII 1935 (1936)
- Doktryna dowodu formalnego w procesie karnym. I Ordalia jednostronne (1936)
- Doktryna dowodu formalnego w procesie karnym. II Ordalia dwustronne (1937)
- Laboratoria i instytuty kryminalistyczne. Z okazji dziesięciolecia Laboratorium Policyjnego w Warszawie (1937)

## Ordery i odznaczenia
- Krzyż Oficerski Orderu Odrodzenia Polski (pośmiertnie, 6 października 1937)[8][2]
- Złoty Krzyż Zasługi (29 kwietnia 1925)[9]

## Upamiętnienie
Imieniem Władysława Sobolewskiego nazwano aulę główną w siedzibie Wyższej Szkoły Policji w Szczytnie.
W 100. rocznicę powstania Policji Państwowej, 24 lipca 2019 został ustanowiony Patronem Honorowym Komendy Głównej Policji.